# Павловка (Молвинослободское сельское поселение)
Павловка — деревня, входящая в состав Молвинослободского сельского поселения Кораблинского района Рязанской области.

## География
Находится в 10 километрах севернее города Кораблино, на берегу реки Прони.
Проезд возможен только по просёлочным дорогам, асфальтированных подъездов не имеет.

## История
Ранее входила в состав Юраковской волости Пронского уезда. Деревней владели представители известного и многочисленного рода землевладельцев Муратовых, среди которых был Павел Муратов. Вероятно, наименование деревни связано с этим именем.

## Население
| 2010 |
| ---- |
| 5    |